# Хоружий, Сергей Сергеевич
Серге́й Серге́евич Хору́жий (5 октября 1941, Скопин, Рязанская область — 22 сентября 2020, Москва) — советский и российский физик-теоретик, математик, философ, богослов, переводчик, известен переводом на русский язык произведений Джеймса Джойса, в том числе знаменитого романа «Улисс», а также философскими и богословскими исследованиями аскетической практики исихазма. Автор термина «философский пароход» (в 1990 году опубликовал в двух номерах «Литературной газеты» статью с таким названием).

## Биография
Родился в г. Скопине. Отец — Сергей Гаврилович Корнилов, военный полярный лётчик, затем военный и партийный работник в Пинске, погиб в бою в 1941 году, в первые дни Великой Отечественной войны. Мать — Вера Захаровна Хоружая, деятель Коммунистической партий Западной Белоруссии, Польши и СССР, одна из руководителей партизанского подполья в Витебске, Герой Советского Союза, погибла в 1942 году. Воспитывался родственниками матери.
В 1958 году, после окончания средней школы в Москве, поступил на физический факультет МГУ. В 1964 году окончил его на кафедре квантовой теории и статистической физики, руководимой академиком Н. Н. Боголюбовым. В 1967 году окончил аспирантуру Математического института им. В. А. Стеклова (МИАН) под руководством М. К. Поливанова. Тема кандидатской диссертации — «Проблемы аксиоматической теории рассеяния». Сотрудник МИАН (с 1967 года). Доктор физико-математических наук (1976). Тема докторской диссертации — «Алгебраическая квантовая теория поля с правилами суперотбора».
С 1993 года — действительный член РАЕН. Профессор философии Института философии РАН. Профессор Новгородского государственного университета имени Ярослава Мудрого. Профессор кафедры сравнительных исследований религиозных традиций при ЮНЕСКО. Основатель и директор Института синергийной антропологии (2005).
Входил в состав Синодальной библейско-богословской комиссии Русской православной церкви.
Жена — Кэтлин Кук-Хоружий (англ. Kathleen Cook-Horujy), переводчица с русского языка на английский (среди переводов — «Собачье сердце» Михаила Булгакова). Дочь София.
Умер 22 сентября 2020 года. 25 сентября прошло отпевание в Храме Троицы Живоначальной, после которого Хоружий был похоронен на Пятницком кладбище.

## Научная деятельность

### Математическая физика
- Впервые систематически изложил алгебраическую аксиоматику релятивистской квантовой теории.
- В области калибровочных моделей теории элементарных частиц развил строгую формулировку БРСТ-метода квантования систем со связями.

### Философская система
Хоружий является автором синергийной антропологии. Основной областью интересов является аскетическое учение восточной церкви: исихазм и умное делание, которое причудливо соединяется с идеями экзистенциализма. Хоружий критикует метафизический и эссенциальный взгляд на человека. Взамен предлагает «энергийную» модель («человек как совокупность энергий»). Человеческое существование истолковывается как синергия, то есть совмещение природного и сверхприродного. Целью этого существования является теозис как «онтологическая трансформация», ведущий к преодолению «антропологической границы» и слиянию человека с миром божественного. Оптимальной «антропологической стратегией» (стилем жизни) признается аскеза, основанная на «духовных практиках» и «лествице восхождения». Особое место в философии Хоружего занимает тема виртуальной реальности, которая воспринимается как образ реальности, выдаваемый за саму реальность, но при этом обладающую «недовоплощенным состоянием», аналогичным алкогольному или наркотическому трансу и галлюцинациям.

## Литературная и издательская деятельность
Известен как переводчик и комментатор многих произведений ирландского писателя Джеймса Джойса. Совместно с В. А. Хинкисом перевёл 1000-страничный роман «Улисс». Кроме «Улисса» перевёл «Эпифании», повесть «Герой Стивен», первый роман Джойса «Портрет художника в юности» и сборник новелл «Дублинцы».
Редактор изданий трудов П. Флоренского, С. Булгакова, Л. Карсавина; председатель Комиссии по распространению философского наследия П. Флоренского, Л. Карсавина, А. Лосева; член редколлегии журнала «Богословские труды» (теоретические работы).
Член редакционной коллегии научно-богословского альманаха «Богословские труды», журнала «Визуальная теология».

## Отзывы
Профессор религии и макгрегорский профессор гуманитарных наук Батлеровского университета Пол Вальер отмечает, что Хоружий «интегрирует паламитское богословие Лосского, Мейендорфа и др. в высоко оригинальную интеллектуальную схему», которая в той же степени имеет связь с современной философией и континентальной феноменологией, как с традицией Отцов Церкви. Вальер указывает, что целью Хоружего является создание «дискурса синергии», с помощью которого возникнет возможность говорить об «арене сотрудничества и диалога человека и Бога», каковой выступает «жизнь мира».
Профессор истории Клермонтского колледжа Маккина Гэри Гамбург и ассоциированный профессор истории Колледжа святой Схоластики Рэндалл Пули отмечают, что в своей книге «После перерыва», которую они считают «вехой», Хоружий «ставит в повестку дня постсоветской философии задачу обретения, при посредничестве русской эмиграции, философского наследия, отброшенного большевистской революцией, и введения в секуляризованный философский дискурс 1990-х обильных источников православного богословия».
Ассистент-профессор кафедры социологии Инсбрукского университета имени Леопольда и Франца Кристина Штёкль отмечает, что оценивает антропологию Хоружего, как философскую антропологию открытую для «реальности аскетического опыта», и при этом ею не ограниченную, так и философскую антропологию, которая не являясь по своей сути религиозной, тем не менее находит «место религиозному опыту». Кроме того, Штёкль указывает, что «решающий элемент оригинальности и обновления в философской позиции Хоружего — это его прямое обращение к практике православного исихазма, в которой он быстро распознал источник новой антропологии». А также обращает внимание на то, что развитие его антропологии происходит «на основе рефлексии восточно-христианской исихастской традиции», которая, однако, в определённое время «покидает эту традицию и становится универсальной антропологической моделью».

## Публикации
- Статьи и книги Хоружего С. С. на сайте Института синергийной антропологии.

### Монографии
- Введение в алгебраическую квантовую теорию поля. — М.: Наука. Глав. ред. физ-мат. лит-ры, 1986. — 304 с.
- Диптих безмолвия. Аскетическое учение о человеке в богословском и философском освещении. (Написан в 1978.) — М.: Центр психологии и психотерапии, 1991. — 136 с.
- После перерыва. Пути русской философии. — СПб.: Алетейя, 1994. — 448 с. — ISBN 586050067Х (ошибоч.).
- «Улисс» в русском зеркале. // Джойс Дж. Собрание сочинений. В 3 т. Т. 3. — М.: ЗнаК, 1994. — С. 363—605. — ISBN 5-8350-0036-7.
- Синергия. Проблемы аскетики и мистики Православия. — М., 1995. — 368 с. — ISBN 5-87583-015-8
- К феноменологии аскезы. — М.: Изд-во гуманитарной литературы, 1998. — 352 с. — ISBN 5-87121-016-3.
- Философия и аскеза. — Нью-Йорк, 1999.
- Миросозерцание Флоренского. — Томск: Водолей, 1999. — 160 с. — ISBN 5-7137-0117-4.
- О старом и новом. — СПб.: Алетейя, 2000. — 480 с. — ISBN 5-89329-234-0.
- Исихазм. Аннотированная библиография. / Под общ. и науч. ред. С. С. Хоружего. — М.: Издательский Совет Русской Православной Церкви, 2004. — ISBN 5-94625-090-6.
- Очерки синергийной антропологии. — М.: Институт философии, теологии и истории св. Фомы, 2005. — 408 с.
- Опыты из русской духовной традиции. — М.: Изд-во Парад, 2005. — 448 с. — ISBN 5-7734-0042-1.
- Фонарь Диогена. Критическая ретроспектива европейской антропологии. Серия: «Bibliotheca Ignatiana. Богословие, Духовность, Наука». — М.: Институт Св. Фомы, 2010.
- Orthodox Spiritual Tradition and Russian World. Ed. by Orthodox Brotherhood Of Apostles Saints Peter And Paul. Hong Kong. 2010. — 135 р.
- Фонарь Диогена. Проект синергийной антропологии в современном гуманитарном контексте / Ред. Хоружий С. С.- М. Изд-во «Прогресс-Тради-ция». 2010. — 960 c.
- Лев Платонович Карсавин. — М.: РОССПЭН. 2012. — 527 с.
- Исследования по исихастской традиции. Т. 1. К феноменологии аскезы. С.-Петербург: Издательство Русской христианской гуманитарной академии. 2012. — 239 с.
- Исследования по исихастской традиции. Т. 2. Многогранный мир исихазма. С.-Петербург: Издательство Русской христианской гуманитарной академии. 2012. — 446 с.
- Practices of the Self and Spiritual Practices. Michel Foucault and the Eastern Christian Discourse. Ed. with an introduction by Christina Stoeckl. Transl. by Boris Jakim. W. B.Eerdmans — Publ. Co. Grand Rapids, Michigan / Cambridge, UK. 2015. — 207 p.
- «Улисс» в русском зеркале. — СПб.: Азбука, 2015. — 384 с.
- Социум и синергия: колонизация интерфейса. — Казань: Казанский инновационный университет им. В. Г. Тимирясова (ИЭУП), 2016. — 452 с.
- Spiritual Practice as the Base of New Anthropology [Духовная практика как основа новой антропологии] / Trans. by Baichun Zhang. Sydney (Australia): Russo-Chinese Orthodox Mission of ROCOR in Australia. 2017. — 154 с.

### Статьи
- Владимир Соловьёв и мистико-аскетическая традиция Православия // Богословские труды. М., 1997. — № 33. — С. 234—245.
- Исихазм в Византии и России: Исторические связи и антропологические проблемы // Страницы. М., 1997. Т. 2. — № 1. — С. 48-61.
- Исихазм в Византии и России: Исторические связи и антропологические проблемы // Страницы. М., 1997. Т. 2. — № 2. — С. 189—203.
- Наследие Владимира Соловьёва сто лет спустя // Журнал Московской Патриархии. М., 2000. — № 11. — С. 69-84.
- Православно-аскетическая антропология и кризис современного человека // Богословская конференция Русской православной церкви «Учение церкви о человеке» Москва, г/к «Даниловский» 5-8 ноября 2001 г.
- Православно-аскетическая антропология и кризис современного человека // Богословская конференция Русской православной церкви «Учение церкви о человеке» Москва, г/к «Даниловский» 5-8 ноября 2001 г.
- Алексей Хомяков: учение о соборности и церкви // Богословские труды. М., 2002. — № 37. — С. 153—179.
- В. Н. Лосский и его исследование о Мейстере Экхарте // Богословские труды. М., 2003. — № 38. — С. 147—149.
- Метафизика совершенства в трактате христианина-узника [предисловие к работе Л. П. Карсавина «О совершенстве»] // Богословские труды. М., 2004. — № 39. — С. 269—272.
- Философия Л. П. Карсавина в судьбах европейской мысли о личности // Историко-философский альманах. Вып. 3. М., Современные тетради. 2010. — С. 169—186.
- Се-тон-жень сюе-юй-ер-ло си-чже-сюе. Ed. by Orthodox Brotherhood Of Apostles Saints Peter And Paul. Hong Kong. 2010. 305 p. (Синергийная антропология и русская философия. На кит. яз.).
- Естественная теология в свете исихастского Боговидения // Консультативная психология и психотерапия. 2010. — № 3(66). — С. 44-60.
- Аналитика размыкания человека как методология диагностики антропологических трендов // Человек. RU. Гуманитарный альманах. 2010. — № 6. — С. 13-36.
- Неопатристический синтез и философия личности // Традиции России и Китая в глобализирующемся мире. Саратов, 2012. — С. 44 — 50.
- Эмигрантский период в творчестве Л. П. Карсавина // Русская философия в изгнании. Исследования и публикации. М., 2012. — С. 367—396.
- Страсти // Богословская антропология. Русско-православный / римско-католический словарь. М., 2013. — С. 593—599
- Совершенство // Богословская антропология. Русско-православный / римско- католический словарь. М., 2013. — С. 518—523.
- Обожение // Богословская антропология. Русско-православный / римско-католический словарь. М., 2013. — С. 317—324.
- Исихия // Богословская антропология. Русско-православный / римско-католический словарь. М., 2013. — С. 257—262.
- Бесстрастие // Богословская антропология. Русско-православный / римско-католический словарь. М., 2013. — С. 134—140.
- Свет Плотинов и Свет Фавора: мистика Света в неоплатонизме и исихазме // Иеротопия Огня и Света в культуре византийского мира / Ред А. М. Лидов. Москва: «Феория», 2013. — 558 с.
- Среды и срезы нефилософии // Синий диван. Философско-теоретический журнал. 2013. — № 18. — С. 48-64.
- Ранний Джойс, или Стивениада до Одиссеи // Дж. Джойс. Дублинцы. Перевод, статья, комментарии С. С. Хоружего. Москва: Иностранка, 2014. — 735 с. — С. 716—735.
- Философское наследие Владимира Вениаминовича Бибихина (обзор международной научной конференции) [соав. Ахутин А. В., Магун А. В.] // Вопросы философии. 2014. — № 9. — С. 175—181.
- Постсекуляризм и ситуация человека // Светское и религиозное. Этика взаимодействия в условиях социального многообразия. Ред. М. О. Орлов. ИЦ «Наука» (Саратов). 2014. — 112 с. — С. 3-9.
- Персоналистские измерения неопатристического синтеза и современный поиск новых модусов субъективности // Георгий Васильевич Флоровский / под ред. А. В. Черняева. — М.: Политическая энциклопедия, 2014. — С. 230—251.
- Исихазм и культура // Elpis. Czasopismo teologiczne katedry teologiiprawoslawnej Uniwersytetu w Bialymstoku. 2014. — № 16. — С. 143—149.
- Православная мысль и современная философия // Elpis. Czasopismoteologiczne katedry teologii prawoslawnej Uniwersytetu w Bialymstoku. 2014. — № 16. — С. 137—142.
- Неожиданное родство: духовная практика и экзистенциальная аналитика // Elpis. Czasopismo teologiczne katedry teologii prawoslawnej Uniwersytetu wBialymstoku. 2014. — № 16. — С. 127—136.
- Созерцание и общение: две парадигмы духовной практики // ΠΡΑΞΗΜΑ. Проблемы визуальной семиотики. Томск. 2015. — № 3. — С. 11-27.
- На путях к новой конституции антропологического дискурса: синергийная антропология // А. Нилогов. Кто сегодня делает философию в России. Т.3. — М., 2015
- Исихазм и культура // Культура и искусство. 2016. — № 1 (31). — С. 25-40.
- Практика Дзэн с позиций синергийной антропологии // Философская антропология. 2015. — Т. 1. — № 2. — С. 184—199.
- Russian Religious Philosophy. Interview to Kristina Stoeckl and Alexander Michailowski // Studies in East European Thought (Springer Publishers, Dordrecht, Netherlands). 2016. - V. 68. — No 2-3 (September 2016). — P. 1-8.
- Античная забота о себе и практика исихазма: компаративный анализ (заметки на полях «Герменевтики субъекта» Фуко) // Вопросы философии. 2016. — № 8. — C. 89-102.
- Protecting human being: Challenges and responses // Realizing oneself and realizing others: Jointly constructing a civilization of All-under- Heaven (Songshan Forum — Dialogue between Chinese and Other World Civilizations). Dengfeng (China): Songshan Forum, 2017. — P. 90-98.
- «Bracia Karamazow» zperspektiwy antropologii hezychastycznej // Wokol Fiodora Dostojewskiego: Almanach mysli rosyiskiej / Red. J. Dobieszewski. — Warsawa: Uniwersytet Warszawski (Wydzial Filozofiii Socjologii), 2017. — P. 135—178.
- Heidegger, synergic anthropology and the problem of anthropological pluralism // Heidegger in Russia and Eastern Europe / Ed. by Jeff Love. London; New York:Rowman and Littlefield, 2017. — P. 325—353.
- Антропология терроризма под лучом исихазма // Русь — Святая Гора Афон: Тысяча лет духовного и культурного единства. Международная научная конференция в рамках юбилейных торжеств, приуроченных к празднованию 1000-летия присутствия русских монахов на Святой Горе Афон / Вып. ред. Е. Орлова. М.: Синодальный отдел по монастырям и монашеству Русской Православной Церкви; Данилов мужской монастырь, 2017. — 544 с. — С. 283—297.
- Злоключения традиции или Почему нужно защищать традицию от традиционалистов // Вопросы философии. 2017. — № 9. — С. 104—120.
- The Patristic Idea of Cosmic Liturgy as the Basis of the Relationship between Orthodox Theology and Science // Orthodox Christianity and Modern Science. Tensions, Ambiguities, Potential. Ed. by V.N. Makrides, G.E. Woloschak. Turnhout: Brepols Publishers, 2019. — P. 83-95.
- The concept of neopatristic synthesis at a new stage // Russian Social Science Review. 2019. Vol. 60. — No 3. — P. 230—252. URL: https://www.tandfonline.com/doi/full/10.1080/10611428.2019.1625686.
- The ethical catastrophe of Russia and the mission of registration // Вестник Свято-Филаретовского Института. 2019. — Вып. 31. — С. 75-94.
- О нравственной катастрофе и миссии регистратора // Вестник Свято-Филаретовского института. 2019. — Вып. 31. — С. 54-94.
- Этапы большого пути: 1917 как веха исторического упадка России // Вопросы философии. 2019. — № 4. — С. 94-107.
- The Posthuman and the Virtual Man in their modes of socialization // Russian Studies in Philosophy. 2019. — Vol. 57. — No 1. — P. 97-115.
- How to do without being, or the mechanics of the Lathon // Russian Studies in Philosophy. 2019. — Vol. 57. — No 1. — P. 70-96.
- The two sorts of hesychast ethics // Russian Studies in Philosophy. 2019. — Vol. 57. — No 1. — P. 40-69.
- The concept of neopatristic synthesis at a new stage // Russian Studies in Philosophy. 2019. — Vol. 57. — No 1. — P. 17-39.
- О плюрализме исторических логик // VOX. Философский журнал. 2019. — № 27.
- Космос христианской надежды // Cierkiewny Wiestnik Warszawska Metropolia Prawoslawna. 2018. — № 4. — С. 18-27.
- Другой — Чужой — Враг: антропология замыкания и ненависти // Фонарь Диогена. Человек в многообразии практик. Международный антропологический журнал. 2018. — № 3-4. — С. 11-39.
- От редакции // Фонарь Диогена. Человек в многообразии практик. Международный антропологический журнал. 2018. — № 3-4. — С. 7-10.
- Лагерный цикл как философское завещание Карсавина // Философский полилог. Журнал Международного Центра Изучения Русской Философии. 2018. — Вып. 2 (4). — С. 29-40.
- Risks to the human future rooted in certain trends of cultural / religious identities. Dialogue among Civilizations and the Human Future. Dengfeng: Songshan Forum, 2019. — P. 54-57.
- Новейшие тенденции в изучении исихазма // Богословские труды. 2019. Вып. 49. — С. 191—217.
- Personalistic dimensions of neo-patristic synthesis and modern search for new subjectivities // Theologia (Athens). 2010. 81(4). — С. 407—424.

## Участие в телевизионных передачах, док. фильмах
- 2003.12.18 — Телеканал НТВ, Ночной эфир c Александром Гордоном, название выпуска — «Новая антропология».
- 2017.02.04 — Телеканал Культура, Наблюдатель, название выпуска — «Джеймс Джойс и его роман Улисс»